# Cyrtandra nabirensis
Cyrtandra nabirensis är en tvåhjärtbladig växtart som beskrevs av Kanehira och Sumihiko Hatusima. Cyrtandra nabirensis ingår i släktet Cyrtandra och familjen Gesneriaceae. Inga underarter finns listade i Catalogue of Life.